# 唐魯孫
唐魯孫（1907年1月15日—1985年8月22日），本名葆森，字魯孫，生於清帝國北京，為1970至1980年代活躍於臺灣的中文作家。被譽為「中國第一美食家」「臺灣飲食散文之祖」。

## 生平
唐魯孫之父為滿族鑲紅旗他塔喇氏之世家子弟，高祖裕泰曾任陕甘总督、盛京刑部待郎、闽浙总督；曾祖长善官至廣東駐防將軍，曾叔祖长叙官至刑部侍郎；而长叙的二女皆被选入宫，服侍光绪，其中长女为珍妃、次女为瑾妃。唐鲁孙的祖父志钧，字仲鲁，曾任兵部侍郎，这也是他名字的来源。外祖父李鶴年，為道光25年（1845年）翰林，曾任河南巡撫、河道總督、閩浙總督，自幼見識甚廣。1946年赴臺後歷任農漁委員會管理師、臺灣省煙酒公賣局祕書、廠長，行政院文建會研究專員等職，1973年任菸廠公職退休。退休後開始投稿各大報章雜誌，成名後為中國時報人間副刊主編高信疆延攬為專欄作家，於1976年起開始出書。

## 著作
唐魯孫共著有12本書，由大地出版社出版
- 《中國吃》
- 《酸甜苦辣鹹》
- 《天下味》
- 《唐魯孫談吃》
- 《什錦拼盤》
- 《說東道西》
- 《大雜燴》
- 《老古董》
- 《南北看》
- 《老鄉親》
- 《故園情（上）》
- 《故園情（下）》